# Anthony Peckham
Anthony Peckham es un guionista y productor estadounidense nacido en Sudáfrica.

## Carrera
El primer guion de Peckham que se llegó a producir fue The Assassin de 1990. Once años después, en el año 2001, se estrenó el thriller de Michael Douglas Don't Say a Word, el segundo guion de Peckham que llegaba a producción.
En 2009, Peckham escribió los guiones de dos estrenos de gran presupuesto: la película biográfica de Nelson Mandela dirigida por Clint Eastwood , Invictus,  protagonizada por Morgan Freeman y Matt Damon, y Sherlock Holmes, protagonizada por Robert Downey Jr. También reescribió el guion de El libro de Eli.  En 2013, fue contratado primeramente para escribir el guion de Jason Bourne, cuyo estreno estaba previsto para 2016 por Universal Pictures.  Sin embargo, al final el proyecto no se concretó.